# Caliphis hickmani
Caliphis hickmani är en spindeldjursart som först beskrevs av Womersley 1956.  Caliphis hickmani ingår i släktet Caliphis och familjen Ologamasidae. Inga underarter finns listade.